# Mapleton (Iowa)
Pour les articles homonymes, voir Mapleton (homonymie).
Mapleton est une ville du comté de Monona, en Iowa, aux États-Unis. Elle est fondée en 1857 et incorporée le 10 mai 1870.

## Source de la traduction
- (en) Cet article est partiellement ou en totalité issu de l’article de Wikipédia en anglais intitulé « Mapleton, Iowa » (voir la liste des auteurs).